# Tequila Don Julio
Tequila Don Julio ist der Name einer Brennerei, die den gleichnamigen Tequila herstellt, der zu den besten und preislich gehobenen Varianten des mexikanischen Nationalgetränks gehört. Produktionsstätte und Unternehmenssitz von Tequila Don Julio, S.A. de C.V. befinden sich in Atotonilco El Alto in der mexikanischen Provinz Jalisco. Das Unternehmen gehört zu Diageo, einem weltweit tätigen Hersteller alkoholischer Getränke.

## Geschichte
Die Gründung einer Brennerei durch Don Julio González-Frausto Estrada (* 7. Januar 1925 in Atotonilco, Jalisco – † 20. März 2021) wird auf das Jahr 1942 datiert. Er arbeitete zuerst in der Brennerei eines Onkels und produzierte dann seinen eigenen Tequila, ab 1951 unter der Marke Tres Magueyes und gab der Brennerei den Namen La Primavera. 1948 heiratete er Dorothea Garcia, mit der er neun Kinder hatte.
Don Julio González war zeitlebens darum bemüht, seinen Tequila zu verbessern und kümmerte sich akribisch um jeden Aspekt, von der Kultivierung der Blaue Agave bis zur Abfüllung des fertigen Produktes.
1985 wurde zu Don Julios 60. Geburtstag ein Destillat besonderer Qualität hergestellt und mit seinem Namen versehen; der hochpreisige Tequila Don Julio wurde bald im ganzen Land mit Erfolg vertrieben.
1999 ging die Familie González-Frausto eine Partnerschaft mit Seagram ein, dem damals weltweit größten Spirituosen-Hersteller.
Nach dessen Auflösung gelangte das Unternehmen in den Besitz des Getränkekonzerns Diageo. Als Diageo 2003 vom mexikanischen Spirituosenhersteller Casa Cuervo die internationalen Vertriebsrechte an dessen Marke José Cuervo erwarb, beteiligte sich Casa Cuervo bzw. deren Eigentümer-Familie mit einem 50 %-Anteil an Don Julio.
Dieser Anteil wurde 2015 wieder an Diageo übertragen, das seither Alleineigentümer ist.

## Produkte
Das Getränk wird in den üblichen Sorten Blanco, Reposado und Añejo sowie unter den Bezeichnungen 1942 und Real produziert. Der Name 1942 erinnert mit einer limitierten Ausgabe des Jahres, in dem Don Julio González mit der Produktion des Tequilas begann. Da der Tequila 1942 mindestens zweieinhalb Jahre in einem Eichenfass gelagert wird, gehört er zur Sorte des añejo. Der Tequila mit dem Namen Real wird zwischen drei und fünf Jahren in einem Weißeichenfass gelagert und gehört somit zur Sorte des extra-añejo.
Die billigere Mixto-Variante des Unternehmens ist der Tequila Tres Magueyes, der nur zu mind. 51 % aus Agavezucker und zu max. 49 % aus anderen Zuckerzusätzen besteht, wie z. B. der in Deutschland bekannte Mixto von Sierra Tequila.